# 포크소노미

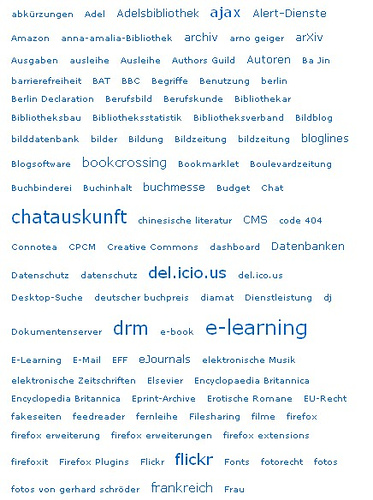

포크소노미(folksonomy, 대중분류법)는 자유롭게 선택된 키워드를 이용하여 이루어지는 협업적 분류를 뜻하는 신조어이다. 보다 구어적으로, 이것은 정보를 분류하기 위해 사람들이 자발적으로 협력하는 것을 의미한다. 이러한 현상은 보통 비계층 사회에서 일어난다. 예를 들면 일반 웹사이트에서 일어나며, 반대로 다-위계의 팀이나 계층 조직에서는 일어나지 않는다. 정보의 분류자는 보통 최초의 사용자이며, 포크소노미를 사용하는 사람들은 그것이 보다 정확하게 정보에 대한 대중적인 개념 모델을 반영한다고 믿는다. 포크소노미는 도서관학의 분류법과 직접적인 관련은 없다.
포크소노미는 민중, 대중을 뜻하는 'folks'와 분류학을 뜻하는 'taxonomy'라는 두 단어를 합쳐서 만든 말이다.
포크소노미(Folksonomy)와 포크택소노미(Folk taxonomy)과의 관계에 대한 논쟁이 있다.
종종 거론되는 사례로, 사진 공유 사이트인 플리커, 소셜 북마크인 딜리셔스, 동영상 공유 사이트인 니코니코동화 등이 있다.

## 같이 보기
- 블로고스피어
- 집단 지성
- 계층적 군집화
- 시소러스
- 위키